# Sicca
Die Sicca war eine Masseneinheit für Gold und Silber in der Provinz Kalkutta.
- 1 Sicca = 11,642 Gramm
- 1 Sicca = 10 Massa = 80 Rutlies = 320 Dhans = 1280 Punkos
- 1 Tola = 1 ¼ Sicca